# DAZN Group
DAZN Group é uma empresa global de mídia esportiva, com sede no Reino Unido, operando em toda gama de plataformas digitais relacionadas ao esporte.

## História
PERFORM Group foi criado em setembro de 2007 através da fusão de duas empresas: Premium TV Limited, um provedor de soluções web e móveis para o setor do esporte, e o Inform Group, uma agência digital de direitos esportivos. As empresas foram rebatizadas de "PERFORM" em janeiro de 2008, sob a liderança do atual diretor executivo Simon Denyer, e ex-CEO Oliver Slipper de ambas as empresas.
Em fevereiro de 2011, o grupo concluiu a aquisição de Goal.com. Empresas de dados esportivos RunningBall e Opta Sports foram também adquiridas pela PERFORM em 2011 e 2013, respectivamente.
Em 2013, o PERFORM Group combinou seus negócios norte-americanos com Sporting News para formar Sporting News Media, no qual teve uma participação de 65%. City Business Journals reteve os 35%.
PERFORM Group foi retirado da Bolsa de Valores de Londres em novembro de 2014 quando Access Industries aumentou a sua participação na empresa de 42,5% para 77%.
Em dezembro de 2014, a Perform Group anunciou um acordo de dez anos com o valor de meio bilhão de dólares com a Associação de Tênis Feminino (WTA) – com a parceria prolongada, representa os maiores direitos de transmissão ao vivo e produção na história da WTA e no esporte feminino como um todo. O acordo também viu a criação da WTA Media, uma joint venture entre a turnê e PERFORM que vai proporcionar todo o conteúdo em todo mundo. O acordo visava aumentar a exposição de tênis feminino ao longo da duração do contrato, na esperança de mais que o dobro atual 21 milhões de dólares da turnê para 50 milhões de dólares por ano.
Em 2016, a Perform Group firmou uma parceria pioneira com a J-League, visando transmitir as principais divisões do futebol japonês via internet através de sua plataforma de transmissões ao vivo DAZN. O contrato gira em torno de US$ 2 bilhões e é o maior valor contratual para transmissão de esportes no Japão. O contrato tem validade de 10 anos.
Em maio de 2017, A NFL e a Perform Group fecharam um acordo para a comercialização dos direitos de transmissão televisiva da NFL em vários territórios globais e a assinatura digital de alta qualidade do produto NFL Game Pass fora dos Estados Unidos e Europa.
Em abril de 2018, A Perform Group fechou um acordo com a NBA para o gerenciamento dos seus sites oficiais, em mais de 15 mercados internacionais, entre eles Argentina, Austrália, Canadá, Espanha, Índia, Japão e México. Além disso, a Perform promoveria a divulgação do NBA League Pass na sua plataforma de streaming.
Em 8 de maio de 2018, o ex-presidente da ESPN John Skipper foi nomeado presidente executivo do Perform Group.
Em setembro de 2018, o Grupo Perform foi dividido em duas empresas; O DAZN Group (que leva o nome de seu serviço de streaming) para suas operações de conteúdo de consumidor e Perform Content para seus serviços business-to-business. Foi reportado que isso estava em preparação para uma venda potencial, a fim de ajudar a financiar as operações do DAZN, nos países em que a plataforma estava disponível. Em abril de 2019, foi anunciado que a Perform Content seria vendida para a Vista Equity Partners. Posteriormente, ela foi incorporada à STATS LLC para formar a Stats Perform.
Em março de 2019, o DAZN reorganizou a divisão Perform Media em DAZN Media. Ele lida com vendas de publicidade e patrocínio para as operações globais da DAZN, incluindo o programa "DAZN+" (que coordena "comunicações personalizadas" entre seus parceiros e assinantes) e DAZN Player (anteriormente ePlayer), o serviço de conteúdo de vídeo sindicado do grupo.
Em maio de 2020, o Financial Times informou que o DAZN buscava mais investimentos para garantir o futuro do negócio, que havia sido afetado pela pandemia da COVID-19. Em outubro de 2020, fechou um acordo de venda de participações dos portais Goal, Spox e VoetbalZone para Integrated Media Company (IMC), da TPG Capital; sendo que o DAZN Group ainda tem uma porcentagem minoritária da Goal. E em dezembro de 2020 vendeu a Sporting News para a PAX Holdings.
Em março de 2021, Kevin Mayer foi anunciado como novo presidente executivo do Grupo DAZN.
Em setembro de 2021, portais franceses e turcos foram vendidos para a İstanbul Portföy. Além disso, vendeu vários sites oficiais da NBA ao redor do mundo, para a PAX Holdings. No mesmo mês, entrou no ramo das apostas recreativas, com a DAZNFUN, e planeja entrar nas apostas esportivas, com a DAZNBET. A contratação de Ian Turnbull, como EVP de apostas e games, reforça o posicionamento do Grupo DAZN com o assunto.

## Operações
PERFORM Group é uma empresa holding de um grupo de empresas de mídia digital.
Sua divisão operacional inclui a distribuição de conteúdo, assinatura, publicidade, patrocínio, tecnologia e produção.